# Rickard Wilson
Rickard Wilson, folkbokförd som Richard Fredrik Wilson, född 1 januari 1930 i Falu Kristine församling, död 14 oktober 2000 i Stockholm, var en svensk civilingenjör. Han arbetade bland annat som brokonstruktör men är mest känd som humorist och skapare av den fiktiva vetenskapen fatilarkalkyl.

## Biografi
Rickard Wilson avlade civilingenjörsexamen på väg- och vattenbyggnadslinjen vid Chalmers tekniska högskola 1955. Han var sedan anställd vid ingenjörsfirman Kjessler & Mannerstråle (KM), som  senare successivt fusionerats med ingenjörsfirmorna J&W och WSP Sverige. Han var först vid KM:s stockholmskontor och blev sedan 1962–1965 ledare för broavdelningen vid KM:s avdelning i Göteborg. Under åren 1966–1976 var han anställd vid Chalmers tekniska högskola, men återgick därefter till KM:s stockholmsmontor, där han verkade till sin pensionering. Bland de broar som byggts under Wilsons medverkan nämns Kvicksundsbron mellan Eskilstuna och Västerås kommuner och Högakustenbron över Ångermanälven.

## Fatilarkalkyl
Rickard Wilsons namn är dock starkt förknippat med fatilarkalkylen, det påstådda ämnet för en avhandling och en disputation, som med stort spelat allvar genomfördes på Chalmers den 4 juni 1955. Wilsons avhandling ger ett första intryck att vara ett vetenskapligt arbete men är i verkligheten en satir över obegriplig matematisk och teknisk-naturvetenskaplig terminologi. Dess innehåll är svårgripbart, då nyskapade ord inte förklaras.
Den framställer sålunda den elastiska fekansens beroende av den fatilara koefficienten, dulationen, contaviseringen och till uttrycket med dessa fogas så coaviliseringstermen. Teorin får sedan en praktisk användning, vilket visas med bilder av utrustning för splurisation och charlys, till dels av avsevära dimensioner.
På 1950-talet var doktorsdisputationer ganska sällsynta, och Göteborgstidningarna skrev gärna utförligt om aktuella avhandlingar. Så skedde också med Wilsons avhandling, utan att dess natur avslöjades förrän efter disputationen. Att det var fråga om ett skämt bör dock ha varit klart för den uppmärksamme läsaren. Detsamma gäller för den anmälan, som infördes i Teknisk tidskrift några månader efter disputationen.
Wilsons avhandling om fatilarkalkyl har tryckts i nya upplagor, senast 4:e upplagan 2010. Varje upplaga har fått nya förklaringar och tillägg, allt eftersom vetenskapen framskridit. Det är dock fortfarande en mycket tunn skrift.
Sedan 2003 vårdas Rickard Wilsons minne av Rickard Wilson Sällskapet, en underförening till Chalmersska Ingenjörsföreningen. Detta sällskap delar även ut ett pris för insatser i Rickard Wilsons anda. Rickard Wilson är gravsatt i minneslunden på Galärvarvskyrkogården i Stockholm.